# Heteronympha angela
Heteronympha angela är en fjärilsart som beskrevs av Tindale 1953. Heteronympha angela ingår i släktet Heteronympha och familjen praktfjärilar. Inga underarter finns listade i Catalogue of Life.